# Консерватория Сан-Пьетро-а-Майелла
Консерватория Сан-Пьетро-а-Майелла (итал. Conservatorio di San Pietro a Majella) — итальянское высшее музыкальное учебное заведение, действующее в Неаполе.

## История
Основано в 1808 году указом Жозефа Бонапарта как Королевский коллеж музыки (итал. Regio Collegio di Musica) на основе двух действовавших в городе с конца XVI века консерваторий — Сант-Онофрио-а-Капуана и Пьета-деи-Туркини. Первоначально коллеж размещался в бывшем монастыре Святого Себастьяна и неофициально назывался консерваторией Сан-Себастьяно. Первым президентом коллежа стал Джованни Паизиелло, его помощниками — Феделе Фенароли и Джакомо Тритто. Значительную роль в консерватории играл также Джироламо Крешентини, возглавлявший в ней школу пения. Среди первых знаменитых учеников консерватории оказался Винченцо Беллини, чья первая опера «Адельсон и Сальвини» в 1825 году увидела свет на консерваторской сцене.
В 1826 году указом короля Франциска I консерватории было предоставлено здание на улице Сан-Пьетро-а-Майелла, после чего она получила нынешнее название. В установленной на здании табличке указано, что действующая консерватория наследует всем четырём старым Консерваториям Неаполя, то есть также консерваториям Санта-Мария-де-Лорето и Повери-ди-Джезу-Кристо, закрывшимся в конце XVIII века.
Во второй половине XIX века развитие консерватории находилось в связи с попытками переживающей эпоху объединения Италии унифицировать систему музыкального образования, взяв за образец Миланскую консерваторию. Принятый в 1890 году устав закреплял подчинённость консерватории министерству народного образования, в то же время сохраняя унаследованный от старых монастырских консерваторий акцент на моральном воспитании учеников.

## Руководители консерватории
- Джованни Паизиелло (1808—1813)
- Николо Дзингарелли (1813—1837)
- Гаэтано Доницетти (1837—1839)
- Саверио Меркаданте (1840—1870)
- Лауро Росси (1870—1878)
- Пьетро Платаниа (1885—1902)
- Джузеппе Мартуччи (1902—1909)
- Гвидо Альберто Фано (1912—1916)
- Франческо Чилеа (1916—1935)
- Адриано Луальди (1936—1943)
- Алессандро Лонго (1944—1945)
- Акилле Лонго (1945—1954)
- Якопо Наполи (1955—1962)
- Оттавио Дзиино (1973—1976)
- Ирма Равинале (1982—1989)
- Роберто ди Симоне (1995—2000)
- Винченцо ди Грегорио (2000—2008)
- Патрицио Марроне (2008—2011)
- Эльза Эванджелиста (2011—2017)
- Кармине Сантаньелло (с 2017 г.)

## Известные преподаватели
- Никола д’Арьенцо
- Винченцо Витали
- Камилло де Нардис
- Паоло Денца
- Джироламо Крешентини
- Франческо Ланца
- Джузеппе Лилло
- Гвидо Паннаин
- Арриго Пелличья
- Флорестано Россоманди
- Антонио Саваста
- Паоло Серрао
- Анджело Ферни
- Гаэтано Фузелла
- Беньямино Чези

## Известные студенты
- Хуан Аберле
- Сальваторе Аккардо
- Франко Альфано
- Джузеппе Ансельми
- Джованни Анфосси
- Сальваторе Аньелли
- Марио Аспа
- Модесто Бевиньяни
- Винченцо Беллини
- Гаэтано Венециано
- Константино Гайто
- Гектор Гандольфи
- Эмилия Губитози
- Альфредо д’Амброзио
- Лия де Барбериис
- Эрнесто де Куртис
- Луиджи Денца
- Умберто Джордано
- Луиджи Канепа
- Мария Канилья
- Бруно Канино
- Аурелия Катанео
- Руджеро Леонкавалло
- Витторио Монти
- Хайме Нуно
- Чезаре Содеро
- Паоло Спаньоло
- Эджисто Танго
- Ренато Фазано
- Альдо Чикколини